# Phil Neville
Philip John Neville, detto Phil (Bury, 21 gennaio 1977), è un allenatore di calcio, dirigente sportivo ed ex calciatore inglese, di ruolo difensore, tecnico dei Portland Timbers.

## Biografia
Ha un fratello maggiore di nome Gary, anch'egli ex calciatore professionista. I due hanno giocato insieme al Manchester United dal 1995 al 2005. È co-proprietario del Salford City.

## Caratteristiche
Giocatore versatile che può giocare come terzino o centrocampista, prevalentemente sulla sinistra.

## Carriera

### Giocatore

#### Club
Ha debuttato nel Manchester Utd nel 1995 assieme al fratello Gary Neville. Qui guadagna un ruolo di rilievo nelle gerarchie di Alex Ferguson fino a diventare titolare inamovibile guadagnandosi la stima di compagni e tifosi. A Manchester impreziosisce il suo palmarès con dieci allori in nove anni.
Il 4 agosto 2005 ha firmato per l'Everton, formazione della quale è stato capitano. Per uno strano scherzo del destino, la sua prima partita con la sua nuova squadra, l'ha giocata proprio contro il Manchester United, il fine settimana successivo, in FA Cup. Per la prima volta, Gary e Phil si sono affrontati da rivali. Questo avvicendarsi di maglie ha fatto sì che Phil Neville sia uno dei calciatori più odiati dai tifosi dei rivali cittadini del Liverpool, che già non stravedevano per lui, essendo cresciuto nelle file dei rivali storici del Manchester United (con un fratello, Gary, che ne è addirittura il capitano).
Il 9 giugno 2013 decide di ritirarsi dal calcio giocato.

#### Nazionale
Phil ha debuttato con la nazionale il 21 gennaio 1996 contro la Cina. Escluso all'ultimo momento ai mondiali del 1998, Phil è stato molto criticato in patria per aver commesso un fallo da rigore agli Europei del 2000 contro la Romania, con la quale la squadra dell'est ha vinto il match. È stato escluso dai Mondiali 2002 e 2006.

### Allenatore
Il 4 luglio 2013 entra nello staff del Manchester United, nel ruolo di preparatore prima squadra. Il 28 giugno 2015 entra nello staff tecnico del Valencia, diventando assistente di Nuno Espírito Santo e successivamente di suo fratello Gary, divenuto allenatore del club valenciano il 2 dicembre dello stesso anno.
Il 23 gennaio 2018 diventa allenatore della Nazionale femminile dell’Inghilterra. Si dimette il 18 gennaio 2021 firmando poi per l’Inter Miami, franchigia MLS di proprietà tra gli altri dell’amico David Beckham. Il 2 giugno 2023 viene sollevato dall'incarico.

### Dirigente
Nel 2014, lui insieme agli altri ex giocatori del Manchester United, Nicky Butt, Paul Scholes, Gary Neville e Ryan Giggs hanno formato una cordata per l'acquisto del Salford City, con il debutto della nuova proprietà a partire dalla stagione 2014-2015.

## Statistiche

### Presenze e reti nei club
| Stagione              | Squadra               | Campionato            | Campionato | Campionato | Coppe nazionali | Coppe nazionali | Coppe nazionali | Coppe continentali | Coppe continentali | Coppe continentali | Altre coppe    | Altre coppe | Altre coppe | Totale | Totale |
| Stagione              | Squadra               | Comp                  | Pres       | Reti       | Comp            | Pres            | Reti            | Comp               | Pres               | Reti               | Comp           | Pres        | Reti        | Pres   | Reti   |
| --------------------- | --------------------- | --------------------- | ---------- | ---------- | --------------- | --------------- | --------------- | ------------------ | ------------------ | ------------------ | -------------- | ----------- | ----------- | ------ | ------ |
| 1995-1996             | Manchester Utd        | PL                    | 26         | 0          | FACup+CdL       | 8+2             | 0               | CU                 | 1                  | 0                  | -              | -           | -           | 37     | 0      |
| 1996-1997             | Manchester Utd        | PL                    | 18         | 0          | FACup+CdL       | 0+1             | 0               | UCL                | 4                  | 0                  | CS             | 1           | 0           | 24     | 0      |
| 1997-1998             | Manchester Utd        | PL                    | 30         | 1          | FACup+CdL       | 3+1             | 0               | UCL                | 7                  | 0                  | CS             | 1           | 0           | 42     | 1      |
| 1998-1999             | Manchester Utd        | PL                    | 28         | 0          | FACup+CdL       | 7+2             | 0               | UCL                | 6                  | 1                  | CS             | 1           | 0           | 44     | 1      |
| 1999-2000             | Manchester Utd        | PL                    | 29         | 0          | FACup+CdL       | 0               | 0               | UCL                | 9                  | 0                  | CS+SU+CInt+CmC | 1+1+0+3     | 0           | 43     | 0      |
| 2000-2001             | Manchester Utd        | PL                    | 29         | 1          | FACup+CdL       | 1+2             | 0               | UCL                | 6                  | 0                  | CS             | 0           | 0           | 38     | 1      |
| 2001-2002             | Manchester Utd        | PL                    | 28         | 2          | FACup+CdL       | 2+1             | 0               | UCL                | 7                  | 0                  | CS             | 0           | 0           | 38     | 2      |
| 2002-2003             | Manchester Utd        | PL                    | 25         | 1          | FACup+CdL       | 2+4             | 1+0             | UCL                | 12                 | 0                  | -              | -           | -           | 43     | 2      |
| 2003-2004             | Manchester Utd        | PL                    | 31         | 0          | FACup+CdL       | 3+1             | 0               | UCL                | 7                  | 1                  | CS             | 1           | 0           | 43     | 1      |
| 2004-2005             | Manchester Utd        | PL                    | 19         | 0          | FACup+CdL       | 5+3             | 0               | UCL                | 6                  | 0                  | CS             | 1           | 0           | 34     | 0      |
| Totale Manchester Utd | Totale Manchester Utd | Totale Manchester Utd | 263        | 5          |                 | 48              | 1               |                    | 65                 | 2                  |                | 10          | 0           | 386    | 8      |
| 2005-2006             | Everton               | PL                    | 34         | 0          | FACup+CdL       | 4+1             | 0               | UCL+CU             | 2 +2               | 0                  | -              | -           | -           | 43     | 0      |
| 2006-2007             | Everton               | PL                    | 35         | 1          | FACup+CdL       | 1+2             | 0               | -                  | -                  | -                  | -              | -           | -           | 38     | 1      |
| 2007-2008             | Everton               | PL                    | 37         | 2          | FACup+CdL       | 0+5             | 0               | CU                 | 8                  | 0                  | -              | -           | -           | 50     | 2      |
| 2008-2009             | Everton               | PL                    | 37         | 0          | FACup+CdL       | 7+1             | 0               | CU                 | 2                  | 0                  | -              | -           | -           | 47     | 0      |
| 2009-2010             | Everton               | PL                    | 23         | 0          | FACup+CdL       | 2+0             | 0               | UEL                | 4                  | 0                  | -              | -           | -           | 29     | 0      |
| 2010-2011             | Everton               | PL                    | 31         | 1          | FACup+CdL       | 3+1             | 0               | -                  | -                  | -                  | -              | -           | -           | 35     | 1      |
| 2011-2012             | Everton               | PL                    | 27         | 0          | FACup+CdL       | 6+3             | 0+1             | -                  | -                  | -                  | -              | -           | -           | 36     | 1      |
| 2012-2013             | Everton               | PL                    | 18         | 0          | FACup+CdL       | 5+2             | 0               | -                  | -                  | -                  | -              | -           | -           | 25     | 0      |
| Totale Everton        | Totale Everton        | Totale Everton        | 242        | 4          |                 | 43              | 1               |                    | 18                 | 0                  |                | -           | -           | 303    | 5      |
| Totale carriera       | Totale carriera       | Totale carriera       | 505        | 9          |                 | 91              | 2               |                    | 83                 | 2                  |                | 10          | 0           | 689    | 13     |

### Presenze e reti in nazionale
| Cronologia completa delle presenze e delle reti in nazionale ― Inghilterra | Cronologia completa delle presenze e delle reti in nazionale ― Inghilterra | Cronologia completa delle presenze e delle reti in nazionale ― Inghilterra | Cronologia completa delle presenze e delle reti in nazionale ― Inghilterra | Cronologia completa delle presenze e delle reti in nazionale ― Inghilterra | Cronologia completa delle presenze e delle reti in nazionale ― Inghilterra | Cronologia completa delle presenze e delle reti in nazionale ― Inghilterra | Cronologia completa delle presenze e delle reti in nazionale ― Inghilterra |
| Data                                                                       | Città                                                                      | In casa                                                                    | Risultato                                                                  | Ospiti                                                                     | Competizione                                                               | Reti                                                                       | Note                                                                       |
| -------------------------------------------------------------------------- | -------------------------------------------------------------------------- | -------------------------------------------------------------------------- | -------------------------------------------------------------------------- | -------------------------------------------------------------------------- | -------------------------------------------------------------------------- | -------------------------------------------------------------------------- | -------------------------------------------------------------------------- |
| 23-5-1996                                                                  | Pechino                                                                    | Cina                                                                       | 0 – 3                                                                      | Inghilterra                                                                | Amichevole                                                                 | -                                                                          |                                                                            |
| 24-5-1997                                                                  | Manchester                                                                 | Inghilterra                                                                | 2 – 1                                                                      | Sudafrica                                                                  | Amichevole                                                                 | -                                                                          |                                                                            |
| 31-5-1997                                                                  | Chorzów                                                                    | Polonia                                                                    | 0 – 2                                                                      | Inghilterra                                                                | Qual. Mondiali 1998                                                        | -                                                                          | 89’                                                                        |
| 4-6-1997                                                                   | Nantes                                                                     | Italia                                                                     | 0 – 2                                                                      | Inghilterra                                                                | Amichevole                                                                 | -                                                                          |                                                                            |
| 7-6-1997                                                                   | Montpellier                                                                | Francia                                                                    | 0 – 1                                                                      | Inghilterra                                                                | Amichevole                                                                 | -                                                                          |                                                                            |
| 10-6-1997                                                                  | Parigi                                                                     | Inghilterra                                                                | 0 – 1                                                                      | Brasile                                                                    | Amichevole                                                                 | -                                                                          |                                                                            |
| 10-9-1997                                                                  | Londra                                                                     | Inghilterra                                                                | 4 – 0                                                                      | Moldavia                                                                   | Qual. Mondiali 1998                                                        | -                                                                          |                                                                            |
| 15-11-1997                                                                 | Londra                                                                     | Inghilterra                                                                | 2 – 0                                                                      | Camerun                                                                    | Amichevole                                                                 | -                                                                          |                                                                            |
| 11-2-1998                                                                  | Londra                                                                     | Inghilterra                                                                | 0 – 2                                                                      | Cile                                                                       | Amichevole                                                                 | -                                                                          | 46’                                                                        |
| 22-4-1998                                                                  | Londra                                                                     | Inghilterra                                                                | 3 – 0                                                                      | Portogallo                                                                 | Amichevole                                                                 | -                                                                          | 81’                                                                        |
| 23-5-1998                                                                  | Londra                                                                     | Inghilterra                                                                | 0 – 0                                                                      | Arabia Saudita                                                             | Amichevole                                                                 | -                                                                          | 74’                                                                        |
| 29-5-1998                                                                  | Casablanca                                                                 | Belgio                                                                     | 0 – 0 dts (4 – 3 dtr)                                                      | Inghilterra                                                                | Amichevole                                                                 | -                                                                          | 46’                                                                        |
| 14-10-1998                                                                 | Lussemburgo                                                                | Lussemburgo                                                                | 0 – 3                                                                      | Inghilterra                                                                | Qual. Euro 2000                                                            | -                                                                          |                                                                            |
| 27-3-1999                                                                  | Londra                                                                     | Inghilterra                                                                | 3 – 1                                                                      | Polonia                                                                    | Qual. Euro 2000                                                            | -                                                                          | 78’                                                                        |
| 28-4-1999                                                                  | Budapest                                                                   | Ungheria                                                                   | 1 – 1                                                                      | Inghilterra                                                                | Amichevole                                                                 | -                                                                          |                                                                            |
| 5-6-1999                                                                   | Londra                                                                     | Inghilterra                                                                | 0 – 0                                                                      | Svezia                                                                     | Qual. Euro 2000                                                            | -                                                                          |                                                                            |
| 9-6-1999                                                                   | Sofia                                                                      | Bulgaria                                                                   | 1 – 1                                                                      | Inghilterra                                                                | Qual. Euro 2000                                                            | -                                                                          |                                                                            |
| 4-9-1999                                                                   | Londra                                                                     | Inghilterra                                                                | 6 – 0                                                                      | Lussemburgo                                                                | Qual. Euro 2000                                                            | -                                                                          | 46’                                                                        |
| 8-9-1999                                                                   | Varsavia                                                                   | Polonia                                                                    | 0 – 0                                                                      | Inghilterra                                                                | Qual. Euro 2000                                                            | -                                                                          | 12’                                                                        |
| 10-10-1999                                                                 | Sunderland                                                                 | Inghilterra                                                                | 2 – 1                                                                      | Belgio                                                                     | Amichevole                                                                 | -                                                                          | 58’                                                                        |
| 13-11-1999                                                                 | Glasgow                                                                    | Scozia                                                                     | 0 – 2                                                                      | Inghilterra                                                                | Qual. Euro 2000                                                            | -                                                                          | 50’                                                                        |
| 17-11-1999                                                                 | Londra                                                                     | Inghilterra                                                                | 0 – 1                                                                      | Scozia                                                                     | Qual. Euro 2000                                                            | -                                                                          |                                                                            |
| 23-2-2000                                                                  | Londra                                                                     | Inghilterra                                                                | 0 – 0                                                                      | Argentina                                                                  | Amichevole                                                                 | -                                                                          | 59’                                                                        |
| 27-5-2000                                                                  | Londra                                                                     | Inghilterra                                                                | 1 – 1                                                                      | Brasile                                                                    | Amichevole                                                                 | -                                                                          |                                                                            |
| 31-5-2000                                                                  | Londra                                                                     | Inghilterra                                                                | 1 – 1                                                                      | Ucraina                                                                    | Amichevole                                                                 | -                                                                          | 73’                                                                        |
| 3-6-2000                                                                   | Ta' Qali                                                                   | Malta                                                                      | 1 – 2                                                                      | Inghilterra                                                                | Amichevole                                                                 | -                                                                          |                                                                            |
| 12-6-2000                                                                  | Eindhoven                                                                  | Portogallo                                                                 | 3 – 2                                                                      | Inghilterra                                                                | Euro 2000 - 1º turno                                                       | -                                                                          |                                                                            |
| 17-6-2000                                                                  | Charleroi                                                                  | Germania                                                                   | 0 – 1                                                                      | Inghilterra                                                                | Euro 2000 - 1º turno                                                       | -                                                                          |                                                                            |
| 20-6-2000                                                                  | Charleroi                                                                  | Romania                                                                    | 3 – 2                                                                      | Inghilterra                                                                | Euro 2000 - 1º turno                                                       | -                                                                          |                                                                            |
| 11-10-2000                                                                 | Helsinki                                                                   | Finlandia                                                                  | 0 – 0                                                                      | Inghilterra                                                                | Qual. Mondiali 2002                                                        | -                                                                          |                                                                            |
| 28-2-2001                                                                  | Birmingham                                                                 | Inghilterra                                                                | 3 – 0                                                                      | Spagna                                                                     | Amichevole                                                                 | -                                                                          | 77’                                                                        |
| 25-5-2001                                                                  | Derby                                                                      | Inghilterra                                                                | 4 – 0                                                                      | Messico                                                                    | Amichevole                                                                 | -                                                                          |                                                                            |
| 6-6-2001                                                                   | Atene                                                                      | Grecia                                                                     | 0 – 2                                                                      | Inghilterra                                                                | Qual. Mondiali 2002                                                        | -                                                                          |                                                                            |
| 10-11-2001                                                                 | Manchester                                                                 | Inghilterra                                                                | 1 – 1                                                                      | Svezia                                                                     | Amichevole                                                                 | -                                                                          | 86’                                                                        |
| 13-2-2002                                                                  | Amsterdam                                                                  | Paesi Bassi                                                                | 1 – 1                                                                      | Inghilterra                                                                | Amichevole                                                                 | -                                                                          | 78’                                                                        |
| 27-3-2002                                                                  | Leeds                                                                      | Inghilterra                                                                | 1 – 2                                                                      | Italia                                                                     | Amichevole                                                                 | -                                                                          | 46’                                                                        |
| 17-4-2002                                                                  | Liverpool                                                                  | Inghilterra                                                                | 4 – 0                                                                      | Paraguay                                                                   | Amichevole                                                                 | -                                                                          | 69’                                                                        |
| 22-5-2003                                                                  | Durban                                                                     | Sudafrica                                                                  | 1 – 2                                                                      | Inghilterra                                                                | Amichevole                                                                 | -                                                                          |                                                                            |
| 3-6-2003                                                                   | Leicester                                                                  | Inghilterra                                                                | 2 – 1                                                                      | Serbia e Montenegro                                                        | Amichevole                                                                 | -                                                                          | 88’                                                                        |
| 11-6-2003                                                                  | Middlesbrough                                                              | Inghilterra                                                                | 2 – 1                                                                      | Slovacchia                                                                 | Qual. Euro 2004                                                            | -                                                                          |                                                                            |
| 20-8-2003                                                                  | Ipswich                                                                    | Inghilterra                                                                | 3 – 1                                                                      | Croazia                                                                    | Amichevole                                                                 | -                                                                          | 81’                                                                        |
| 6-9-2003                                                                   | Skopje                                                                     | Macedonia                                                                  | 1 – 2                                                                      | Inghilterra                                                                | Qual. Euro 2004                                                            | -                                                                          | 74’                                                                        |
| 10-9-2003                                                                  | Manchester                                                                 | Inghilterra                                                                | 2 – 0                                                                      | Liechtenstein                                                              | Qual. Euro 2004                                                            | -                                                                          | 58’                                                                        |
| 16-11-2003                                                                 | Manchester                                                                 | Inghilterra                                                                | 2 – 3                                                                      | Danimarca                                                                  | Amichevole                                                                 | -                                                                          | 46’                                                                        |
| 18-2-2004                                                                  | Faro                                                                       | Portogallo                                                                 | 1 – 1                                                                      | Inghilterra                                                                | Amichevole                                                                 | -                                                                          | 46’                                                                        |
| 31-3-2004                                                                  | Göteborg                                                                   | Svezia                                                                     | 1 – 0                                                                      | Inghilterra                                                                | Amichevole                                                                 | -                                                                          | 54’                                                                        |
| 1-6-2004                                                                   | Manchester                                                                 | Inghilterra                                                                | 1 – 1                                                                      | Giappone                                                                   | Amichevole                                                                 | -                                                                          | 86’                                                                        |
| 5-6-2004                                                                   | Manchester                                                                 | Inghilterra                                                                | 6 – 1                                                                      | Islanda                                                                    | Amichevole                                                                 | -                                                                          | 46’                                                                        |
| 21-6-2004                                                                  | Lisbona                                                                    | Croazia                                                                    | 2 – 4                                                                      | Inghilterra                                                                | Euro 2004 - 1º turno                                                       | -                                                                          | 84’                                                                        |
| 24-6-2004                                                                  | Lisbona                                                                    | Portogallo                                                                 | 2 – 2 dts (6 – 5 dtr)                                                      | Inghilterra                                                                | Euro 2004 - Quarti di finale                                               | -                                                                          | 57’ 92’                                                                    |
| 28-5-2005                                                                  | New Jersey                                                                 | Stati Uniti                                                                | 1 – 2                                                                      | Inghilterra                                                                | Amichevole                                                                 | -                                                                          | 59’                                                                        |
| 31-5-2005                                                                  | East Rutherford                                                            | Inghilterra                                                                | 3 – 2                                                                      | Colombia                                                                   | Amichevole                                                                 | -                                                                          |                                                                            |
| 2-9-2006                                                                   | Manchester                                                                 | Inghilterra                                                                | 5 – 0                                                                      | Andorra                                                                    | Qual. Euro 2008                                                            | -                                                                          | 64’                                                                        |
| 6-9-2006                                                                   | Skopje                                                                     | Macedonia                                                                  | 0 – 1                                                                      | Inghilterra                                                                | Qual. Euro 2008                                                            | -                                                                          |                                                                            |
| 7-2-2007                                                                   | Manchester                                                                 | Inghilterra                                                                | 0 – 1                                                                      | Spagna                                                                     | Amichevole                                                                 | -                                                                          | 74’                                                                        |
| 24-3-2007                                                                  | Ramat Gan                                                                  | Israele                                                                    | 0 – 0                                                                      | Inghilterra                                                                | Qual. Euro 2008                                                            | -                                                                          | 73’                                                                        |
| 8-9-2007                                                                   | Londra                                                                     | Inghilterra                                                                | 3 – 0                                                                      | Israele                                                                    | Qual. Euro 2008                                                            | -                                                                          | 71’                                                                        |
| 12-9-2007                                                                  | Londra                                                                     | Inghilterra                                                                | 3 – 0                                                                      | Russia                                                                     | Qual. Euro 2008                                                            | -                                                                          | 88’                                                                        |
| 13-10-2007                                                                 | Londra                                                                     | Inghilterra                                                                | 3 – 0                                                                      | Estonia                                                                    | Qual. Euro 2008                                                            | -                                                                          | 49’                                                                        |
| Totale                                                                     |                                                                            | Presenze                                                                   | 59                                                                         |                                                                            | Reti                                                                       | 0                                                                          |                                                                            |

### Statistiche da allenatore
Statistiche aggiornate al 3 maggio 2025.
| Stagione                | Squadra                 | Campionato              | Campionato | Campionato | Campionato | Campionato | Coppe nazionali | Coppe nazionali | Coppe nazionali | Coppe nazionali | Coppe nazionali | Coppe continentali | Coppe continentali | Coppe continentali | Coppe continentali | Coppe continentali | Altre coppe | Altre coppe | Altre coppe | Altre coppe | Altre coppe | Totale | Totale | Totale | Totale | % Vittorie | Piazzamento |
| Stagione                | Squadra                 | Comp                    | G          | V          | N          | P          | Comp            | G               | V               | N               | P               | Comp               | G                  | V                  | N                  | P                  | Comp        | G           | V           | N           | P           | G      | V      | N      | P      | %          | Piazzamento |
| ----------------------- | ----------------------- | ----------------------- | ---------- | ---------- | ---------- | ---------- | --------------- | --------------- | --------------- | --------------- | --------------- | ------------------ | ------------------ | ------------------ | ------------------ | ------------------ | ----------- | ----------- | ----------- | ----------- | ----------- | ------ | ------ | ------ | ------ | ---------- | ----------- |
| 2021                    | Inter Miami             | MLS                     | 34         | 12         | 5          | 17         | -               | -               | -               | -               | -               | -                  | -                  | -                  | -                  | -                  | -           | -           | -           | -           | -           | 34     | 12     | 5      | 17     | 35,29      | 20º         |
| 2022                    | Inter Miami             | MLS                     | 34+1       | 14+0       | 6+0        | 14+1       | USOC            | 3               | 2               | 1               | 0               | -                  | -                  | -                  | -                  | -                  | -           | -           | -           | -           | -           | 38     | 16     | 7      | 15     | 42,11      | 13º         |
| gen.-giu. 2023          | Inter Miami             | MLS                     | 15         | 5          | 0          | 10         | USOC            | 3               | 3               | 0               | 0               | -                  | -                  | -                  | -                  | -                  | -           | -           | -           | -           | -           | 18     | 8      | 0      | 10     | 44,44      | Eson.       |
| Totale Inter Miami      | Totale Inter Miami      | Totale Inter Miami      | 84         | 31         | 11         | 42         |                 | 6               | 5               | 1               | 0               |                    | -                  | -                  | -                  | -                  |             | -           | -           | -           | -           | 90     | 36     | 12     | 42     | 40,00      |             |
| 2024                    | Portland Timbers        | MLS                     | 34+1       | 12         | 11         | 11+1       | -               | -               | -               | -               | -               | -                  | -                  | -                  | -                  | -                  | LC          | 3           | 2           | 0           | 1           | 38     | 14     | 11     | 13     | 36,84      | 15°         |
| 2025                    | Portland Timbers        | MLS                     | 12         | 6          | 3          | 3          | USOC            | 1               | 1               | 0               | 0               | -                  | -                  | -                  | -                  | -                  | LC          | -           | -           | -           | -           | 13     | 7      | 3      | 3      | 53,85      |             |
| Totale Portland Timbers | Totale Portland Timbers | Totale Portland Timbers | 46+1       | 18         | 14         | 14+1       |                 | 1               | 1               | 0               | 0               |                    | -                  | -                  | -                  | -                  |             | 3           | 2           | 0           | 1           | 51     | 21     | 14     | 16     | 41,18      |             |
| Totale Carriera         | Totale Carriera         | Totale Carriera         | 131        | 49         | 25         | 57         |                 | 7               | 6               | 1               | 0               |                    | -                  | -                  | -                  | -                  |             | 3           | 2           | 0           | 1           | 141    | 57     | 26     | 58     | 40,43      |             |

## Palmarès

### Competizioni nazionali
- Campionato inglese: 6

Manchester United: 1995-1996, 1996-1997, 1998-1999, 1999-2000, 2000-2001, 2002-2003
- Coppa d'Inghilterra: 3

Manchester United: 1995-1996, 1998-1999, 2003-2004
- Community Shield: 3

Manchester United: 1996, 1997, 2003

### Competizioni internazionali
- UEFA Champions League: 1

Manchester United: 1998-1999
- Coppa Intercontinentale: 1

Manchester United: 1999

### Competizioni giovanili
- FA Youth Cup: 1

Manchester United: 1994-1995